# Żelichowo (województwo pomorskie)
Żelichowo (niem. Petershagen) – wieś w Polsce położona w województwie pomorskim, w powiecie nowodworskim, w gminie Nowy Dwór Gdański przy drodze wojewódzkiej nr 502.
Wieś jest siedzibą sołectwa Żelichowo, w którego skład wchodzą również miejscowości Cyganka i Cyganek. Miejscowość leży na szlaku Żuławskiej Kolei Dojazdowej. We wsi znajduje się greckokatolicki kościół św. Mikołaja, a w Żelichowie-Cyganku znajduje się lapidarium (cmentarz mennonicki) – filia Muzeum Żuławskiego w Nowym Dworze Gdańskim.
Do 2018 przewidywane jest zastąpienie dotychczasowego mostu stałego na Tudze mostem zwodzonym (koszt 2,5 mln zł).
W latach 1975–1998 miejscowość należała administracyjnie do województwa elbląskiego.